# Aden Abdullah Osman Daar
Aden Abdullah Osman Daar (Aaden Cabdulle Cusmaan Daar) (Belet Weyne, 1908- december 9. – Nairobi,  2007. június 8.) szomáliai politikus.

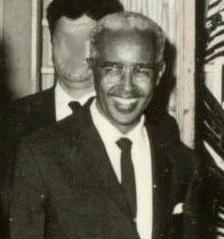
Aden Abdullah Osman Daar

1944 februárjában csatlakozott a Szomáliai Ifjúsági Klub (a későbbi Szomáliai Ifjúsági Liga) nevű nacionalista párthoz,  amely Szomália függetlenségét tűzte ki célul. Tagja lett a párt irányító bizottságának, majd 1946-ban a párt belet weyne-i tagozat titkárává nevezték ki. 
1954-től 1956-ig, majd később 1958-tól 1959-ig a Szomáliai Ifjúsági Liga elnökeként tevékenykedett. 1956-ban a törvényhozói testület elnökévé választották.
Miután Szomália 1960. július 1-jén függetlenné vált, az ország első elnökévé választották. Az 1967-es elnökválasztás során alul maradt Abdirashid Ali Shermarke-kel szemben.
Elnöki ciklusa 1967. június 10-én járt le. Utolsó éveit a Dél-Szomáliai Janale-ban töltötte. 2007. május 19-én tévesen bejelentették, hogy Nairobiban, Kenyában, egy kórházban elhunyt 99 éves korában. Javított híradások szerint még élt, de kómában volt. Halálát június 8-án fia jelentette be.